# Territoire de Nouvelle-Guinée
Pour les articles homonymes, voir Nouvelle-Guinée (homonymie).
1914–1949
Entités précédentes :
- Nouvelle-Guinée allemande

Entités suivantes :
- Territoire de Papouasie et Nouvelle-Guinée

Le territoire de Nouvelle-Guinée (en anglais : Territory of New Guinea) était un mandat australien de la Société des Nations qui comprenait le quart nord-est de l'île de Nouvelle-Guinée.
Le mandat fut créé à la suite de la Première Guerre mondiale et de la signature du traité de Versailles : la colonie allemande de Nouvelle-Guinée fut mise sous administration de l'Australie.
En 1949, le territoire fusionna avec le territoire de Papouasie pour donner naissance au territoire de Papouasie et Nouvelle-Guinée. Le territoire de Nouvelle-Guinée forme désormais la partie nord de la Papouasie-Nouvelle-Guinée.